# میتسوبیشی استاریون
میتسوبیشی استاریون (Mitsubishi Starion) خودرویی است که در سال‌های ۱۹۸۲ تا ۱۹۹۰در ناگویا و ژاپن تولید شده‌است.
این خودرو در کلاس خودرو اسپورت قرار گرفته و است. سیستم جعبه‌دندهٔ آن ۴ دنده به دو صورت خودکار و دستی است.